# Leuveni kódex
A Leuveni kódex (ejtsd: lőveni) egy latin nyelvű hártyakódex, amelyben a legkorábbi magyar verses nyelvemlékünk, a 13. századi Ómagyar Mária-siralom található.

## A kódex leírása és eredete
Az eredetileg két könyvtestből álló kódex 298 darab, egyenként 147×101 mm méretű hártyalapból áll, és nem tartalmaz egyértelmű információt keletkezésének helyéről és idejéről. A keletkezés idejének meghatározásában általában a 13. század második felét jelölik meg, ezen belül léteznek eltérések. A szövegekből meríthető belső érvek, valamint a beszédek azonosított szerzőinek rendi hovatartozása (Orvieto környéki domonkosok) alapján a domonkos eredet szinte biztosnak tekinthető. Tartalma alapján nagy eséllyel 1270-es évek elején irhatták.
Az Ómagyar Mária-siralom a 134b (lásd: Paleográfia#Forrásmegadás) utólagosan befűzött hártyalapon olvasható, ahová feltehetőleg egy magyar származású Domonkos-rendi szerzetes illesztette be. Ezen kívül a kódexben található számos magyar nyelvű glossza is. Az Ómagyar Mária-siralom, a magyar nyelvű glosszák, valamint ezek jellege (például szókapcsolatok magyar prédikációk megszerkesztéséhez), a tartalommutató (amely utal a magyar versre), a magyar szövegeket leíró kezek széles körű másolói és szerkesztői tevékenysége azt bizonyítják, hogy a kódexet a 13. században egy magyarul tudó kolostorban használták.
A kódex kötése már nem az eredeti, a jelenlegi, díszítetlen bőrrel bevont fatáblák, melyről elveszett az eredeti öt-öt koptatógomb és a két csat, ami a kódexet eredetileg középen összetartotta, a 15. századból való (valószínűleg 1438 utánról). A szerény kinézetű kötés azt valószínűsíti, hogy mindennapos használatra lett szánva. A kötéshez kétféle makulatúra-anyagot használtak fel. A táblák belső oldalát borító urbárium-töredékben, amely jobbágytelkek (huben) szerint szabja meg a szolgáltatásokat, a Zramotschisch (Kis- és Nagy Stramoschitz) helynév olvasható, amely az alsóstájerországi jesenitzai birtoktesthez tartozott, és amelyet a pettaui domonkosok és minoriták közösen használtak 1461-ig, amikor is a minoritákra szállt. Az előzéklapok összetartozó részei egy 1391 novemberében keltezett nyilvános jegyzői oklevélből származnak, amelyben tanúként Nicolaus quondam Nicolai de Ganawicz presbiter (egy gonobitzi (Alsó-Stájerország, jelenleg Szlovénia) Miklós nevű pap), jegyzőként pedig Georgius Vlrici de Hall, Patauiensis diocesis (a Hallból (passaui egyházmegye) származó György Ulrich. Az oklevél jobb szélét a kötéskor levágták, ami minden sor végén kb. 10 betűnyi szövegveszteséget okozott. A makulatúra-anyag alapján Vizkelety András valószínűsíti, hogy az újrakötés Pettauban történt, egy ideiglenesen ott tartózkodó magyar dominikánus kérésére. Ez azonban csak ideiglenes, bár a kézirat fennmaradását tekintve jelentős állomása lehetett a Leuveni kódexnek.

## A kódex története a 20. században
A kézirat sorsát 1910 óta tudjuk nyomon követni, amikor Jacques Rosenthal, egy müncheni antikvárius, megvásárolta Toszkánában. Tőle 1922-ben a német Jóvátételi Bizottság vette meg, amely többek között a Leuveni Katolikus Egyetem Könyvtárának kárpótlására volt hivatva. Az első világháború idején ugyanis, amikor Németország 1914-ben lerohanta Belgiumot, és megszállta Leuven városát, a német hadsereg a Leuveni Katolikus Egyetem könyvtári állományát máig sem tisztázott körülmények között porig égette. A Jóvátételi Bizottság kódexeket, kéziratokat, könyveket vásárolt az elveszett anyag pótlására, és így került Leuvenbe a kódex 1922-ben, amely elnevezését a flamand város neve után kapta.
A második világháború a német hadsereg (ezúttal szándékosan) megsemmisítette az Egyetemi Könyvtárat. Előzőleg azonban egy véletlen során, a későbbi feldolgozás szándékával pár kéziratot és kódexeket (köztük a Leuveni kódexet is) egy két vastag fal között található fémszekrénybe zárták az első emeleten (a jelenlegi katalógusterem és a raktár között, a szekrényben jelenleg takarítószereket (!) őriznek). Csak a romok eltakarítása során bukkantak rá, hogy a fémszekrényben őrzött anyagok nem égtek el. Az egyetem 1968-as kettéválásakor a Leuveni kódex a francia nyelvű Louvain-la-Neuve-i Katolikus Egyetem tulajdonába került, minthogy a kódex Manuscript. A6-os jelzettel lett katalogizálva, és a könyvtár páros jelzettel jegyzett kötetei az új, francia nyelvű egyetemet illették. Magyar részről azonban csak olyan csereanyag állt rendelkezésre, ami kizárólag a németalföldi nyelvészek érdeklődésére számíthatott. Évek hosszú sorába telt, amíg Muzslay István jezsuita szerzetes, a leuveni Collegium Hungaricum akkori igazgatójának közbenjárására a kódex visszakerült a Leuveni Katolikus Egyetem könyvtárának a tulajdonába.
Csak ezek után kerülhetett sor a kézirat hazajuttatására. Erre csak 1982-ben került sor, azóta a kódexet az Országos Széchényi Könyvtárban őrzik. A Leuveni Katolikus Egyetem a Leuveni kódexért cserébe 12 ősnyomtatványt (8 kötet), 24 darab 16-17. századi nyomtatványt (16 kötet) és egy 18. századi kéziratos gyűjteményt (8 kötet) kapott, amelyek nagyrészt flamand vonatkozásúak.